# ARTPOP
ARTPOP je treći studijski album američke glazbenice Lady Gage. U prodaju je pušten 6. studenog 2013. godine od strane izdavačke kuće Interscope Records. U prvom tjednu prodaje popeo se na prvo mjesto Billboard Hot 200 ljestvice albuma s 258.000 prodanih primjeraka. 
Album je nastajao od 2011. do 2013. godine, tijekom turneje Born This Way Ball, te tijekom Gaginog oporavka nakon operacije kuka u veljači 2013. Tekst pjesama je napisala Lady Gaga, a u produkciji albuma su, osim nje same, najznačajniji DJ White Shadow, Madeon i Zedd.
Album je dobio većinom mješovite i pozitivne kritike.

## Singlovi
Dijelovi pjesme "Applause", prvog singla s albuma, procurili su nešto više od tjedan dana prije predviđenog datuma objavljivanja, te je 12. kolovoza 2013. pjesma postavljena na iTunes. Video spot za pjesmu objavljen je 19. kolovoza, snimljen je u Los Angelesu, a režirao ga je fotografski duo Inez van Lamsweerde i Vinoodh Matadin koji je kreirao i omot singla. Pjesma je dosegla Top 5 na Billboard Hot 100 ljestvici, s najvišom pozicijom na 4. mjestu.
Gaga je 9. rujna objavila Twitter anketu u kojoj je obožavatelje zatražila da izaberu drugi singl s albuma, a u izboru su bile pjesme koje je izvela 1. rujna na iTunes Festivalu u Londonu. Iako je pjesma "Sexxx Dreams" skupila najviše glasova, objavljeno je da će drugi singl biti pjesma "Venus" koju je producirala sama Gaga. Kao promotivni singl, 21. listopada objavljena je pjesma "Do What U Want" te je nakon vrlo pozitivnih reakcija publike zamijenila planirani drugi singl. Prije izlaska albuma objavljen je još i promotivni singl "Dope". Video za "Do What U Want" nikada nije objavljen.
Pjesma "G.U.Y." objavljena je kao treći singl s albuma 8. travnja 2014. godine nakon Gagine višemjesečne stanke. Izlasku singla prethodio je kratki film kao umjetnički prikaz razloga Gaginog izbivanja sa scene krajem 2013. 

## Popis pjesama
| Br. | Skladba                                          | Tekstopisac                            | Producent                                            | Trajanje |
| --- | ------------------------------------------------ | -------------------------------------- | ---------------------------------------------------- | -------- |
| 1.  | »Aura«                                           | Lady Gaga, Zedd                        | Zedd, Infected Mushroom, Lady Gaga                   | 3:55     |
| 2.  | »Venus«                                          | Lady Gaga, Paul Blair                  | Lady Gaga                                            | 3:53     |
| 3.  | »G.U.Y.«                                         | Lady Gaga, Zedd                        | Zedd, Lady Gaga                                      | 3:52     |
| 4.  | »Sexxx Dreams«                                   | Lady Gaga, Paul Blair                  | DJ White Shadow, Lady Gaga                           | 3:34     |
| 5.  | »Jewels n' Drugs« (ft. T.I., Too $hort & Twista) | Lady Gaga, Paul Blair                  | DJ White Shadow, Lady Gaga                           | 3:48     |
| 6.  | »MANiCURE«                                       | Lady Gaga, Paul Blair                  | DJ White Shadow, Lady Gaga                           | 3:19     |
| 7.  | »Do What U Want« (ft. R. Kelly)                  | Lady Gaga, Paul Blair, R. Kelly        | DJ White Shadow, Lady Gaga                           | 3:47     |
| 8.  | »ARTPOP«                                         | Lady Gaga, Paul Blair                  | DJ White Shadow, Lady Gaga                           | 4:07     |
| 9.  | »Swine«                                          | Lady Gaga, Paul Blair                  | DJ White Shadow, Lady Gaga                           | 4:28     |
| 10. | »Donatella«                                      | Lady Gaga, Zedd                        | Zedd, Lady Gaga                                      | 4:24     |
| 11. | »Fashion!«                                       | Lady Gaga, Giorgio Tuinfort, will.i.am | Giorgio Tuinfort, will.i.am, David Guetta, Lady Gaga | 3:59     |
| 12. | »Mary Jane Holland«                              | Lady Gaga, Madeon                      | Madeon, Lady Gaga                                    | 4:37     |
| 13. | »Dope«                                           | Lady Gaga, Paul Blair                  | Rick Rubin, Lady Gaga                                | 3:41     |
| 14. | »Gypsy«                                          | Lady Gaga, Madeon, Paul Blair          | Madeon, RedOne                                       | 4:08     |
| 15. | »Applause«                                       | Lady Gaga, Paul Blair                  | DJ White Shadow, Lady Gaga                           | 3:32     |